# Abika (cratère)
Cette page contient des caractères spéciaux ou non latins. S’ils s’affichent mal (▯, ?, etc.), consultez la page d’aide Unicode.
Abika est un cratère de la planète Vénus situé à une latitude de -52,5° et une longitude de 104,4°. Ce cratère possède un diamètre de 14,5 kilomètres. L'origine de son nom est le prénom usuel féminin Айвика en langue mari ,.